# Élisabeth Pacherie
Élisabeth Pacherie est une philosophe française, spécialiste de philosophie analytique et directrice de recherche au CNRS.

## Biographie
Élisabeth Pacherie est élève de l'École normale supérieure de Sèvres de 1980 à 1985 (L1980) et agrégée de philosophie (1984). Elle soutient en 1992 une thèse de doctorat, intitulée Perspectives physicalistes sur l'intentionnalité, sous la direction de Joëlle Proust à l'École des hautes études en sciences sociales, et présente un mémoire d'habilitation universitaire en 2005, à l'EHSS.

## Carrière académique
Elle est directrice de recherche au CNRS depuis 2004, et chercheuse en philosophie à l'Institut Jean-Nicod (UMR 8129, CNRS-EHESS-ENS). Elle est présidente de la European Society for Philosophy and Psychology depuis 2020. Elle est membre fondateur de la Société de philosophie analytique (Sopha) et est membre du bureau de l'association de 1997 à 2000.

## Publications
- Naturaliser l'intentionnalité. Essai de philosophie de la psychologie, Paris, PUF, 1993 coll. « Psychologie et sciences de la pensée », 320 p.[4]
- avec Gilles Gaston Granger et Francis Wolff, Philosophes en liberté — Positions et arguments 1, Paris, Ellipses, 2001  (ISBN 9782729806552).
- (dir.) Emotion and Action, European Review of Philosophy, 2002, vol. 5, 165 p.
- (co-dir.) avec Joëlle Proust, La Philosophie cognitive, Gap, Ophrys, 2004.